# Sasuke (chương trình truyền hình)
Sasuke (サスケ) là một chương trình truyền hình thực tế về thể thao giải trí của Nhật Bản, phát sóng trên đài truyền hình TBS. Ra mắt lần đầu tiên vào mùa thu năm 1997, Sasuke đã tổ chức được 42 lần tính đến tháng 12 năm 2024. 100 người chơi tham gia vào chương trình cố gắng hoàn thành một chuỗi thử thách vượt chướng ngại vật gồm bốn phần thi.
Một phiên bản được biên tập lại của chương trình này, có tên là Chiến binh Ninja (tiếng Anh: Ninja Warrior), đã được phát sóng ở ít nhất 18 quốc gia khác.

## Phát triển
Được ghi hình tại trường quay Midoriyama ở Yokohama, chương trình được phát sóng trên TBS vào giữa các mùa phim truyền hình Nhật Bản. Tên của chương trình được đặt theo Sarutobi Sasuke, một nhân vật hư cấu trong nghệ thuật kể chuyện Nhật Bản. Mỗi chương trình đặc biệt kéo dài ba giờ (ngoại trừ Sasuke 24 và 36 kéo dài lần lượt 5,5 giờ và 6 giờ) bao gồm toàn bộ diễn biễn của cuộc thi, với khoảng 100 người tham gia. Đã có 42 chương trình được sản xuất, trung bình khoảng một chương trình mới mỗi năm.
Chương trình được sản xuất bởi TBS và là một trong những spin-off của Muscle Ranking (筋肉番付 Kinniku Banzuke), một cuộc thi thể thao giải trí bắt đầu từ năm 1995. Cho đến mùa thứ 10 (2002), Sasuke được tách ra và trở thành một chương trình độc lập sau khi Muscle Ranking bị ngừng phát sóng. Mùa đầu tiên vào năm 1997 được tổ chức tại Hội trường Tokyo Bay NK, đánh dấu lần duy nhất Sasuke diễn ra trong nhà. Các cuộc thi thường bắt đầu vào ban ngày và tiếp diễn cho đến khi hoàn thành, bất kể thời tiết hay trời tối. Sau khi Monster9 phá sản vào tháng 11 năm 2011, mọi quyền đối với chương trình đều được chuyển giao cho đài phát sóng TBS; cuộc thi được đổi tên thành Sasuke Rising cho mùa thứ 28, 29 và 30, nhưng sau đó trở lại với tên gọi gốc. Từ mùa thứ 35, tên của chương trình được gắn kèm với tên gọi tiếng Anh Ninja Warrior để trở thành Sasuke Ninja Warrior, cùng với việc ra mắt biểu trưng mới từ mùa thứ 36, với số năm của logo được thay đổi theo năm diễn ra cuộc thi.
Các thí sinh sẽ được phỏng vấn hoặc tham gia các vòng thi thử để kiểm tra thể chất cho đến khi còn lại 100 người. Sau đó, họ được nhận một tấm giấy ghi số báo danh do ban tổ chức trao mà họ có thể dán lên áo hoặc quần của mình. Trước khi mùa thứ 18 được diễn ra, một cuộc thi chạy 1.200 mét đã được tổ chức để xác định thứ tự xuất phát của các thí sinh, ai đến đích trước sẽ được chọn số báo danh mình muốn. Mỗi cuộc thi đều được ghi hình trước khi được biên tập lại và phát sóng trong khoảng ba giờ. Tuy nhiên, người xem cũng có thể theo dõi các lượt thi đấu không bị cắt tại U-Next.

## Định dạng
Một trăm người chơi tham gia được trao cơ hội để vượt qua các thử thách của chương trình, chia làm bốn vòng thi với độ khó tăng dần; người chơi phải hoàn thành vòng trước đó để được tham gia vòng kế tiếp.
Nhiệm vụ của người chơi là nhấn nút ở điểm cuối của mỗi chặng trước khi hết thời gian quy định, hoặc đáp xuống bệ cuối của vòng 3. Nếu một người chơi rời khỏi khu vực thi, hết thời gian, để bất cứ bộ phận nào của cơ thể tiếp xúc với nước, hay phạm luật bất kỳ lúc nào, họ sẽ bị loại khỏi cuộc thi. Trong một số trường hợp, ban tổ chức có thể loại người chơi sau khi hoàn thành thử thách.

### Vòng 1
Vòng 1 chủ yếu kiểm tra tốc độ và sự dẻo dai của người chơi. Thông thường, khoảng 85 đến 90 trong số 100 người chơi ban đầu bị loại trong giai đoạn này. Sau mỗi lần hoặc là nhiều người vượt qua, hoặc có người giành được kanzenseiha, vòng 1 sẽ được thay đổi một số chướng ngại vật hoặc thiết kế lại hoàn toàn để trở nên khó khăn hơn và ngăn cản một số lượng lớn người vượt qua nó. Số thí sinh vượt qua vòng 1 nhiều nhất trong một mùa là 37/100 người vào mùa thứ 4, và ít nhất là 2 người ở mùa thứ 19.

### Vòng 2
Vòng 2 ban đầu được thiết kế để cũng kiểm tra tốc độ của người chơi như vòng 1 (với thời gian ngắn hơn rất nhiều). Tuy nhiên, qua sự phát triển của các chướng ngại vật, đặc biệt là sự ra đời của "Thang cá hồi" (サーモンラダー), vòng thi này dần tập trung vào việc kiểm tra cả về sức mạnh phần thân trên của mỗi thí sinh. Cũng như vòng 1, các chướng ngại vật thay đổi trong mọi mùa giải.
Khác với vòng 1 vốn luôn yêu cầu các thí sinh phải bấm nút để dừng đồng hồ và vượt qua thử thách, vòng 2 không có nút đỏ cho đến mùa 7; nên họ chỉ cần đi qua một cánh cổng mở để dừng thời gian. Nhưng sau phần thi gây tranh cãi của James Okada ở mùa 7 khi hoàn thành với thành tích 0,1 giây, nút đỏ đã được bổ sung trước cổng kể từ mùa thứ 8 để giảm nghi vấn và cổng chỉ mở khi đã bấm nút. Nếu thí sinh lách qua cổng mà không ấn nút, hoặc phá cửa trong khi cửa đóng, họ vẫn sẽ bị tính là phạm luật (như trường hợp của Paul Hamm ở mùa 14). Ngoài ra, ban tổ chức có quyền khóa cổng nếu như người chơi phạm luật (qua đó bị truất quyền thi đấu), chẳng hạn như việc quên tháo găng tay sau thử thách "Chuỗi phản ứng" (チェーンリアクション) để sử dùng tại "Tường nhện" (スパイダーウォーク) như Yamada Katsumi đã làm trong mùa thứ 12 (theo luật gốc thì găng tay được dùng vì lý do an toàn ở thử thách Chuỗi phản ứng, sau đó thí sinh phải tháo đi).
Trung bình có từ 10 đến 15 thí sinh tham gia vào vòng 2 trong mỗi cuộc thi. Trong mùa thứ 40, một kỷ lục đã được xác lập với 12 người vượt qua giai đoạn này, và tiếp tục bị phá vỡ vào mùa thứ 41 với 15 người vượt qua, mùa thứ 42 với 16 người. Trong mùa thứ 19, cả hai vận động viên còn lại đều không vượt qua được vòng này, đánh dấu sự kết thúc sớm nhất của cuộc thi.

### Vòng 3
Vòng 3 là vòng duy nhất không giới hạn thời gian nên không có chuông ở cuối đường. Người chơi được phép nghỉ một khoảng thời gian quy định (thường là 30 giây) giữa các chướng ngại vật, trong thời gian đó họ có thể xịt một loại "bình xịt dính" để cải thiện độ bám của mình. Trong khi hai chặng đầu tiên tập trung vào tốc độ và sự nhanh nhẹn, vòng này hầu như chỉ kiểm tra sức mạnh và sức chịu đựng của phần thân trên của thí sinh.
Trong tổng số 4.100 lượt tham gia và 543 lượt tham gia chặng 2, 250 lượt đã tiến vào vòng 3. Vòng thi này khắc nghiệt đến mức trung bình cứ mỗi vài mùa giải mới có một người hoàn thành phần thi. Chỉ có 28 thí sinh từng vượt qua nó và chỉ có bảy người đã hoàn thành hơn một lần, đó là Omori Akira, Yamamoto Shingo, Nagano Makoto, Urushihara Yuuji, Matachi Ryo, Morimoto Yusuke và Tada Tatsuya. Kỷ lục về số lần vượt qua vòng 3 nhiều nhất trong một giải đấu là 5 lần, đạt được ở mùa thứ 3 và mùa thứ 24.

### Vòng 4
Cho đến nay, vòng 4 đã được biết đến với 7 phiên bản khác nhau. Tất cả chúng đều có cùng một mục tiêu duy nhất: leo lên phần trên cùng của tháp và nhấn nút trước khi hết thời gian. Trong 17 mùa đầu tiên và mùa 27, nếu thí sinh không leo lên kịp, dây sẽ bị cắt và thí sinh sẽ bị rơi xuống (nhưng vẫn được giữ bằng dây bảo hộ). Giới hạn thời gian của vòng này là từ 30 đến 45 giây.
Lên được đỉnh cao nhất, thí sinh sẽ giành được danh hiệu gọi là kanzenseiha (完全制覇, tạm dịch tiếng Việt: "sự thống trị hoàn toàn"), và được thể hiện trên Ninja Warrior là "chiến thắng tuyệt đối" (Total Victory). Thí sinh sở hữu danh hiệu này sẽ nhận được giải thưởng trị giá 2 triệu yên (riêng mùa 24, người chơi sẽ nhận được một chiếc xe ô tô Nissan Fuga), kể từ mùa thứ 18 trở đi là 4 triệu yên. Nếu có nhiều người chiến thắng vòng 4, chỉ có người hoàn thành nhanh nhất mới nhận được các giải thưởng này.

## Tổng quan các mùa
| Mùa | Tên chính thức (Tên tiếng Việt)                                              | Số thí sinh vượt qua | Số thí sinh vượt qua | Số thí sinh vượt qua | Số thí sinh vượt qua | Ngày phát sóng                 |
| Mùa | Tên chính thức (Tên tiếng Việt)                                              | Vòng 1               | Vòng 2               | Vòng 3               | Vòng 4               | Ngày phát sóng                 |
| --- | ---------------------------------------------------------------------------- | -------------------- | -------------------- | -------------------- | -------------------- | ------------------------------ |
| 1   | 究極のサバイバルアタックSASUKE (Thử thách sinh tồn SASUKE)                   | 23                   | 6                    | 4                    | 0                    | 27 tháng 9 năm 1997            |
| 2   | SASUKE 1998 秋 (SASUKE Hè 1998)                                              | 34                   | 9                    | 2                    | 0                    | 26 tháng 9 năm 1998            |
| 3   | SASUKE 1999 春 (SASUKE Xuân 1999)                                            | 13                   | 6                    | 5                    | 0                    | 13 tháng 3 năm 1999            |
| 4   | SASUKE 1999 秋 (SASUKE Thu 1999)                                             | 37                   | 11                   | 1                    | 1                    | 16 tháng 10 năm 1999           |
| 4   | SASUKE 1999 秋 (SASUKE Thu 1999)                                             | 37                   | 11                   | 1                    | 1                    | Akiyama Kazuhiko - Kanzenseiha |
| 5   | SASUKE 2000 春 (SASUKE Xuân 2000)                                            | 3                    | 1                    | 0                    | X                    | 18 tháng 3 năm 2000            |
| 6   | SASUKE 2000 秋 (SASUKE Thu 2000)                                             | 5                    | 5                    | 0                    | X                    | 9 tháng 9 năm 2000             |
| 7   | SASUKE 2001 春 (SASUKE Xuân 2001)                                            | 8                    | 5                    | 1                    | 0                    | 17 tháng 3 năm 2001            |
| 8   | SASUKE 2001 秋 (SASUKE Thu 2001)                                             | 6                    | 4                    | 2                    | 0                    | 29 tháng 9 năm 2001            |
| 9   | SASUKE 2002 春 (SASUKE Xuân 2002)                                            | 7                    | 4                    | 0                    | X                    | 16 tháng 3 năm 2002            |
| 10  | SASUKE 2002 秋 (SASUKE Thu 2002)                                             | 5                    | 4                    | 0                    | X                    | 25 tháng 9 năm 2002            |
| 11  | SASUKE 2003 春 (SASUKE Xuân 2003)                                            | 11                   | 7                    | 1                    | 0                    | 21 tháng 3 năm 2003            |
| 12  | SASUKE 2003 秋 (SASUKE Thu 2003)                                             | 11                   | 10                   | 3                    | 0                    | 1 tháng 10 năm 2003            |
| 13  | SASUKE 2004 春 (SASUKE Xuân 2004)                                            | 10                   | 5                    | 1                    | 0                    | 6 tháng 4 năm 2004             |
| 14  | SASUKE 2005 謹賀新年 (SASUKE Chúc mừng năm mới 2005)                         | 14                   | 10                   | 0                    | X                    | 4 tháng 1 năm 2005             |
| 15  | SASUKE 2005 真夏 (SASUKE Hạ chí 2005)                                        | 7                    | 6                    | 0                    | X                    | 20 tháng 7 năm 2005            |
| 16  | SASUKE 2005 冬 (SASUKE Đông 2005)                                            | 16                   | 8                    | 0                    | X                    | 30 tháng 12 năm 2005           |
| 17  | SASUKE 2006 秋 (SASUKE Thu 2006)                                             | 11                   | 8                    | 2                    | 1                    | 11 tháng 10 năm 2006           |
| 17  | SASUKE 2006 秋 (SASUKE Thu 2006)                                             | 11                   | 8                    | 2                    | 1                    | Nagano Makoto - Kanzenseiha    |
| 18  | 新 SASUKE 2007 春 (SASUKE Mới - Xuân 2007)                                   | 6                    | 3                    | 0                    | X                    | 21 tháng 3 năm 2007            |
| 19  | 新 SASUKE 2007 秋 (SASUKE Mới - Thu 2007)                                    | 2                    | 0                    | X                    | X                    | 19 tháng 9 năm 2007            |
| 20  | 新 SASUKE 2008 春 第20回記念大会 (SASUKE Mới - Xuân 2008 Kỉ niệm lần thứ 20) | 3                    | 1                    | 0                    | X                    | 26 tháng 3 năm 2008            |
| 21  | SASUKE 2008 秋 (SASUKE Thu 2008)                                             | 9                    | 3                    | 0                    | X                    | 17 tháng 9 năm 2008            |
| 22  | SASUKE 2009 春 (SASUKE Xuân 2009)                                            | 5                    | 4                    | 1                    | 0                    | 30 tháng 3 năm 2009            |
| 23  | SASUKE 2009 秋 (SASUKE Thu 2009)                                             | 16                   | 7                    | 2                    | 0                    | 27 tháng 9 năm 2009            |
| 24  | SASUKE 2010 元日 (SASUKE Tết Dương Lịch 2010)                                | 12                   | 7                    | 5                    | 1                    | 1 tháng 1 năm 2010             |
| 24  | SASUKE 2010 元日 (SASUKE Tết Dương Lịch 2010)                                | 12                   | 7                    | 5                    | 1                    | Urushihara Yuuji - Kanzenseiha |
| 25  | SASUKE 2010 春 (SASUKE Xuân 2010)                                            | 11                   | 5                    | 0                    | X                    | 28 tháng 3 năm 2010            |
| 26  | SASUKE 2011 謹賀新年 (SASUKE Chúc mừng năm mới 2011)                         | 10                   | 6                    | 0                    | X                    | 2 tháng 1 năm 2011             |
| 27  | SASUKE 2011 秋 (SASUKE Thu 2011)                                             | 27                   | 10                   | 2                    | 1                    | 3 tháng 10 năm 2011            |
| 27  | SASUKE 2011 秋 (SASUKE Thu 2011)                                             | 27                   | 10                   | 2                    | 1                    | Urushihara Yuuji - Kanzenseiha |
| 28  | SASUKE RISING                                                                | 5                    | 3                    | 0                    | X                    | 27 tháng 12 năm 2012           |
| 29  | SASUKE RISING 2013                                                           | 21                   | 4                    | 0                    | X                    | 27 tháng 6 năm 2013            |
| 30  | SASUKE 2014 第30回記念大会 (Kỉ niệm lần thứ 20)                              | 27                   | 9                    | 2                    | 0                    | 3 tháng 7 năm 2014             |
| 31  | SASUKE 2015                                                                  | 17                   | 8                    | 1                    | 1                    | 1 tháng 7 năm 2015             |
| 31  | SASUKE 2015                                                                  | 17                   | 8                    | 1                    | 1                    | Morimoto Yūsuke - Kanzenseiha  |
| 32  | SASUKE 2016                                                                  | 8                    | 8                    | 0                    | X                    | 3 tháng 7 năm 2016             |
| 33  | SASUKE 2017                                                                  | 13                   | 5                    | 0                    | X                    | 26 tháng 3 năm 2017            |
| 34  | SASUKE 2017 秋 (SASUKE Thu 2017)                                             | 24                   | 9                    | 0                    | X                    | 8 tháng 10 năm 2017            |
| 35  | SASUKE 2018                                                                  | 8                    | 5                    | 1                    | 0                    | 26 tháng 3 năm 2018            |
| 36  | SASUKE 2018 大晦日 (SASUKE Giao thừa 2018)                                   | 15                   | 10                   | 1                    | 0                    | 31 tháng 12 năm 2018           |
| 37  | SASUKE 2019                                                                  | 10                   | 8                    | 2                    | 0                    | 31 tháng 12 năm 2019           |
| 38  | SASUKE 2020                                                                  | 14                   | 5                    | 1                    | 1                    | 29 tháng 12 năm 2020           |
| 38  | SASUKE 2020                                                                  | 14                   | 5                    | 1                    | 1                    | Morimoto Yūsuke - Kanzenseiha  |
| 39  | SASUKE 2021                                                                  | 14                   | 9                    | 0                    | X                    | 28 tháng 12 năm 2021           |
| 40  | SASUKE 2022                                                                  | 24                   | 12                   | 3                    | 0                    | 27 tháng 12 năm 2022           |
| 41  | SASUKE 2023                                                                  | 21                   | 15                   | 0                    | X                    | 27 tháng 12 năm 2023           |
| 42  | SASUKE 2024                                                                  | 28                   | 16                   | 1                    | 0                    | 25 tháng 12 năm 2024           |

## Những thí sinh nổi tiếng

### Sasuke All-Stars
Sasuke All-Stars là một nhóm gồm 6 thí sinh được ưu tiên, được thành lập bởi TBS, ban đầu được cho là có nhiều khả năng vượt qua cả 4 vòng nhất. Nhóm gồm Shingo Yamamoto, Katsumi Yamada, Kazuhiko Akiyama, Toshihiro Takeda, Makoto Nagano và Bunpei Shiratori, họ đã tạo nên một thành công lớn của các đối thủ trong thập kỷ đầu tiên của Sasuke. Hai nhà vô địch đầu tiên, Akiyama và Nagano, cũng được bao gồm, cũng như đối thủ duy nhất thi đấu trong mọi giải đấu, Yamamoto.
All-Stars đã chính thức 'giải nghệ' ở mùa thứ 28, nhưng quyết định này đã bị rút lại. Shingo Yamamoto tiếp tục tham dự Sasuke 29 từ đó trở đi. Takeda thi đấu đến Sasuke 38 thì giải nghệ. Nagano giải nghệ ở Sasuke 32, nhưng đã quay trở lại ở mùa thứ 38 và từ mùa thứ 40. Akiyama giải nghệ ở Sasuke 28, nhưng đã quay trở lại ở mùa thứ 40. Shiratori giải nghệ ở Sasuke 30, nhưng đã quay trở lại ở mùa thứ 42.

### Sasuke New Stars (Shin Sedai)
Sasuke New Stars là những đối thủ trẻ tuổi đã tạo dựng được tên tuổi của mình trong thời đại Shin-Sasuke. "Shin Sedai" hay New Stars đã trở nên nổi tiếng kể từ Sasuke 17, sau khi Shunsuke Nagasaki lọt vào Vòng 4. Có một thời gian gián đoạn ngắn trước khi thuật ngữ này được phổ biến trở lại trong Sasuke 22 khi Yuuji và Kanno tiến đến vòng 3. Tư cách thành viên trong Shin Sedai linh hoạt hơn so với All-Stars, với Shunsuke Nagasaki, Yuuji Urushihara, Hitoshi Kanno, Koji Hashimoto, Jun Sato, Ryo Matachi, Kazuma Asa, Yusuke Morimoto, Tomohiro Kawaguchi, Shinya Kishimoto, Masashi Hioki và Yusuke Suzuki đều đã được coi là thành viên ở một số điểm nhất định.

### Morimoto Sedai
Morimoto Sedai là một thuật ngữ không chính thức dành cho nhóm đối thủ nổi lên sau kanzenseiha đầu tiên của Yusuke Morimoto và hiện là một số đối thủ cạnh tranh mạnh nhất. Các thành viên thường được coi là Yusuke Morimoto, Tatsuya Tada, Keitaro Yamamoto, Jun Sato và Naoyuki Araki.

### Nhóm Hắc Cọp (Yamada Gundan Kurotora)
Nhóm Hắc Cọp, hay tên chính thức là Quân Đoàn Yamada - Hắc Cọp (山田軍団・黒虎) là một nhóm thí sinh dưới sự dẫn dắt bởi Yamada Katsumi với mục tiêu là một trong số họ góp mặt vào Vòng 4 để dành thắng lợi kanzenseiha cho Yamada (ông chưa bao giờ đạt được danh hiệu mặc dù đã tập luyện và tham gia rất nhiều lần). Nhóm thí sinh này thường có số báo danh trong khoảng từ 30 đến 60 và thường là những người hoàn thành Vòng 1 đầu tiên. Hiện có 3 thành viên vẫn hoạt động là Takasuka Hayato (23), Nakashima Yuta (16), và Yamamoto Yoshiyuki (32).

## Sasuke World Cup
Sasuke World Cup (tiếng Nhật: SASUKEワールドカップ) là một giải đấu quốc tế đặc biệt dựa trên phiên bản American Ninja Warrior: USA vs. The World, giải đấu quốc tế của American Ninja Warrior. Giải đấu này lần đầu tiên được tổ chức vào năm 2024 với sự tham gia của bảy đội tuyển, với ba đội đại diện cho Nhật Bản và bốn đội đại diện cho bốn quốc gia có các phiên bản chương trình dựa trên Sasuke, bao gồm Hoa Kỳ (đại diện cho American Ninja Warrior), Đức (đại diện cho Ninja Warrior Germany), Pháp (đại diện cho Ninja Warrior France) và Úc (đại diện cho Australian Ninja Warrior).

## Ấn phẩm

### Sách
Trước Sasuke mùa thứ 41, vào ngày 10 tháng 11 năm 2023, TBS thông báo về việc phát hành cuốn sách chính thức đầu tiên của Sasuke, (SASUKE公式BOOK) dày 144 trang. Cuốn sách được phát hành trên toàn thế giới vào ngày 14 tháng 12 năm 2023 với giá 1650 yên. Bên cạnh đó, các thẻ bài của nhiều thí sính Sasuke nổi bật cũng sẽ được tặng kèm khi mua sách. Video quảng bá cho cuốn sách đã được đăng tải trên kênh YouTube chính thức một ngày trước ngày phát hành.
Cuốn sách bao gồm các cuộc phỏng vấn độc quyền và thảo luận bàn tròn từ nhiều thí sính nổi bật như Katsumi Yamada, Morimoto Yūsuke, Makoto Nagano, Shingo Yamamoto, Darvish Kenji, Kane Kosugi, Kazuhiko Akiyama, Yuuji Urushihara, Matachi Ryo, Kawaguchi Tomohiro và Hioki Masashi. Sách cũng bao gồm các cuộc phỏng vấn độc quyền từ nhà sản xuất Inui Masato và bình luận viên Sugiyama Shinya. Ngoài ra, cuốn sách còn đề cập đến các kết quả chính thức từ 40 mùa giải Sasuke trước đây, bao gồm cả những phần thi ban đầu bị cắt khỏi chương trình.

### Manga
Vào ngày 26 tháng 12 năm 2023, TBS công bố một bộ truyện tranh sinh tồn mới được chuyển thể dựa trên Sasuke có tên là Yomigaeri no Sasuke (ヨミガエリのサスケ)' , được phân phối bởi Manga Box và được ra mắt vào ngày 17 tháng 8 năm 2024.